# Inessa Nikolajewna Sljunkowa

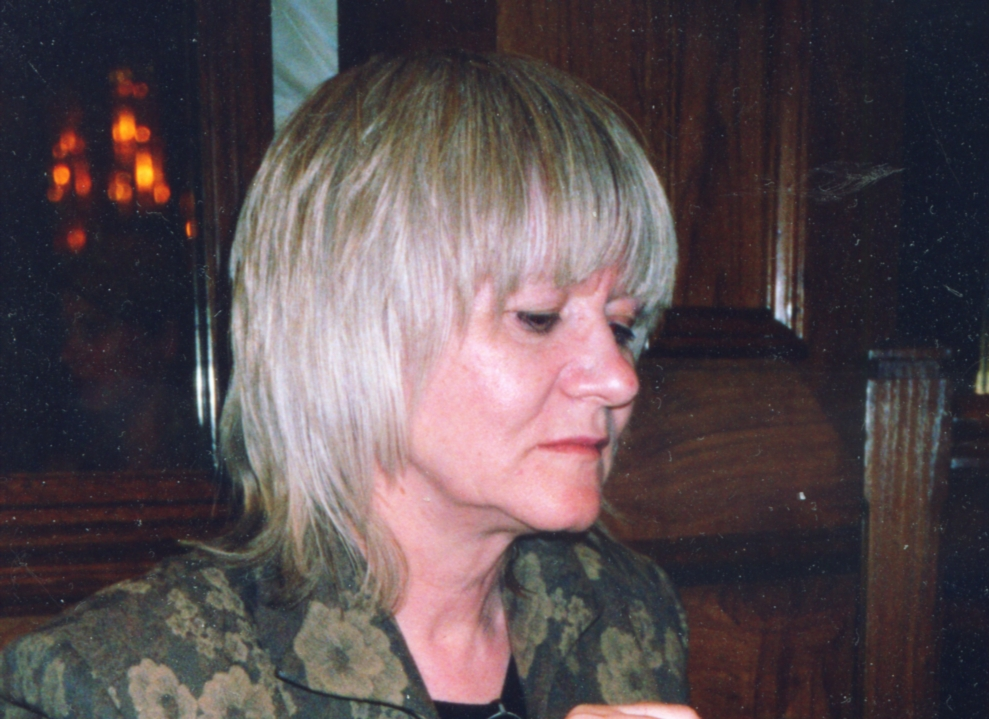
Inessa Nikolajewna Sljunkowa

Inessa Nikolajewna Sljunkowa (russisch Инесса Николаевна Слюнькова; * 9. August 1953 in Minsk) ist eine sowjetische bzw. russische Architektin, Kunsthistorikerin und Hochschullehrerin.

## Leben
Sljunkowa, Tochter des Maschinenbauingenieurs und späteren Politikers Nikolai Sljunkow, studierte nach dem Schulabschluss in Minsk an der Belarussischen Nationalen Technischen Universität  an der Fakultät für Architektur und dann am Moskauer Architektur-Institut (MArchI) mit Abschluss 1977.
Darauf arbeitete Sljunkowa als Architektin in der Projektwerkstatt des Moskauer Zentralen Forschungs- und Projektierungsinstituts für Städtebau (ZNIIP). Die dreijährige Aspirantur absolvierte sie 1984–1987 am Moskauer Zentralen Forschungsinstitut für Theorie und Geschichte der Architektur und Städtebau (ZNIITIAG) bei Nikolai Guljanizki. Sie verteidigte dort 1990 ihre Dissertation über die Architekturplanungsentwicklung der Städte der oberen Dnepr-Region im 17.–19. Jahrhundert mit Erfolg für die Promotion zur Kandidatin der Architektur. Sie beteiligte sich an der Herausgabe einer Monografie über die russische Städtebaukunst unter der Leitung Nikolai Guljanizkis, der auch das Herausgabe-Projekt zur Architektur des russischen Herrenhauses leitete.
Ab 1994 leitete Sljunkowa die Architektur-Forschungsabteilung der Russischen Akademie der Architektur und Bauwissenschaften (RAASN). Sie beteiligte sich an der Organisation der wissenschaftlichen Arbeit der Institute der Akademie und an der Herausgabe der wissenschaftlichen Veröffentlichungen der Akademie, darunter Sammelbände über Tradition und Modernität des Kirchenbaus in Russland (1996) und das Pro und Contra des Neuaufbaus verlorener Architekturdenkmäler (1998). Sie veröffentlichte Aufsätze über die Geschichte der Architektur und aktuelle Fragen der modernen Architekturpraxis. 2001 verteidigte sie am MArchI ihre Doktor-Dissertation über den Klosterbau in Belarus mit Erfolg für die Promotion zur Doktorin der Architektur.
Sljunkowa war 2003–2004 Chefarchitektin des Moskauer-Kreml-Museums. Sie erstellte ein Programm für die komplexe Restaurierung der Architekturdenkmäler der Museen.
Seit 2004 ist Sljunkowa wissenschaftliche Mitarbeiterin des Forschungsinstituts für Theorie und Geschichte der Bildenden Künste der Russischen Kunstakademie (ab 2009 Hauptmitarbeiterin). Sie ist Professorin der Moskauer Geistlichen Akademie, Korrespondierendes Mitglied der RAASN und Mitglied des russischen Architektenverbands. Sie gehört zu den Autoren der russisch-orthodoxen Enzyklopädie und der Großen Russischen Enzyklopädie.

## Ehrungen, Preise
- Preis der Russisch-Belarussischen Union im Bereich Literatur und Kunst (2014)
- Makarius-Preis der Russisch-Orthodoxen Kirche (2015)